# 大鳥富士太郎

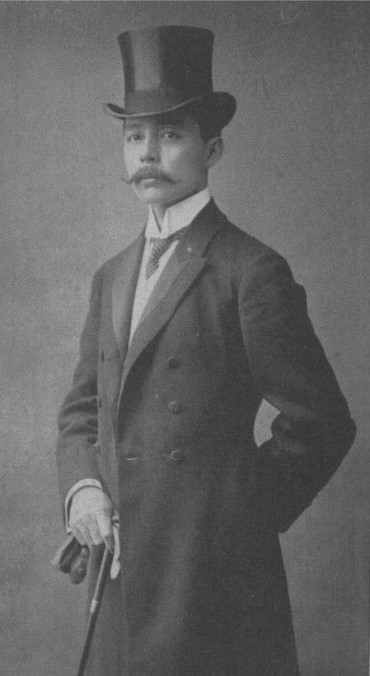
大鳥富士太郎

大鳥 富士太郎（おおとり ふじたろう、慶応元年12月23日（1866年2月8日）- 1931年（昭和6年）11月7日）は、日本の台湾総督府官僚、外交官。貴族院男爵議員。

## 経歴
江戸で幕臣・大鳥圭介の長男として生まれる。父の死去に伴い、1911年（明治44年）7日10日に男爵を襲爵した。
1890年（明治23年）7月、東京帝国大学法科大学法律学科第一部を卒業。同年、外務省試補となるが、1896年（明治29年）台湾総督府に転じ台北県書記官となり、台湾総督府民政局参事官・台北県支庁長、総督秘書官を務めた。1901年（明治34年）外交官及領事官試験に合格。外交官に転じ、大韓帝国公使館勤務、オランダ公使館勤務、ウラジオストク総領事、外務書記官、フランス大使館参事官、駐メキシコ公使を歴任した。1921年（大正10年）8月、病のため退官した。
退官後、1923年（大正12年）7月7日、貴族院男爵議員補欠選挙で当選し、公正会に所属して活動し死去するまで2期在任した。

## 栄典
位階
- 1898年（明治31年）10月21日 - 従六位[11]
- 1900年（明治33年）9月10日 - 従五位[12]
- 1915年（大正4年）10月20日 - 従四位[13]
- 1920年（大正9年）12月10日 - 正四位[14]

勲章等
- 1906年（明治39年）4月1日 - 勲六等瑞宝章
- 1916年（大正5年）4月1日 - 勲四等旭日小綬章[15]

## 親族
- 妻：ヨシ（斉藤良知長女）[3]
- 長男：圭三（富士太郎没後に襲爵手続きを行わず、1934年11月に華族の栄典喪失）[3][16]
- 二女：アヤ（河上徹太郎夫人）[3][5]
- 次男もしくは三男：蘭三郎（オランダのハーグ市で出生。慶應義塾大学医学部卒業後、同大で医史学研究を行い、日本医史学会理事長を務めた。）